# 池田蔵六

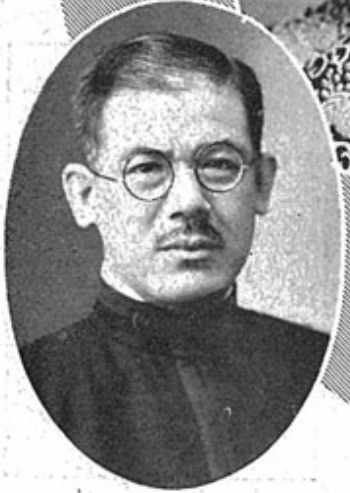
池田蔵六

池田 蔵六（いけだ ぞうろく、1885年〈明治18年〉12月1日 - 1940年〈昭和15年〉4月12日）は、日本の大蔵・台湾総督府官僚。台湾総督府専売局長、同財務局長。

## 経歴
東京府東京市出身。1910年（明治43年）、東京帝国大学法科大学法律学科を卒業し、高等文官試験に合格した。専売局書記、参事補、副参事、参事を務め、三田尻専売局長、徳島専売局長、岡山専売局長、専売局煙草課長を歴任した。その後、台湾総督府専売局参事に転じ、1929年（昭和4年）には専売局長となった。翌年には財務局長に就任した。
退官後は東洋葉煙草株式会社社長を務めた。